# 小行星8570
小行星8570（英語：8570）是一颗围绕太阳公转的小行星。1996年10月9日，上田清二、金田宏在钏路市发现了此天体。
这颗小行星的绝对星等为66.02292等。